# 이탈리아-프랑스 관계
이탈리아-프랑스 관계(이탈리아어: Relazioni bilaterali tra Francia e Italia, 프랑스어: Relations entre la France et l'Italie)는 이탈리아와 프랑스의 양자 관계를 설명한다. 두 국가는 유럽 연합의 주요 국가이며, 북대서양 조약 기구 회원국이고, G7 국가로서 긴밀한 관계를 공유한다. 두 나라는 지리적으로 매우 인접하며, 알프스산맥과 지중해의 국경에서 매우 가깝다.

## 상세

### 고대
고대 그리스 시기 이탈리아 지역은 로마 제국의 모태인 로마가 도시국가 형태로 있었으며, 프랑스 지역은 갈리아라고 불리며, 켈트족의 분파인 갈리아인이 살던 지역이었다. 로마 공화국이 이탈리아 반도 내 다른 도시 국가들을 복속시키고 힘을 키워가는 가운데, 로마 공화정 말기에 율리우스 카이사르가 갈리아를 정벌하고 베르킨게토릭스와 전투를 벌인 알레시아 전투가 유명하다. 이후 갈리아는 로마령 갈리아로 편입되며, 로마 제국의 주요 포도주 생산지로 거듭났다. 이 지역은 서로마 제국이 몰락할 때까지 로마 문명이 자리잡은 곳이었다. 

### 중세
프랑크 왕국은 중세 시대 이전 프랑스와 이탈리아의 일부 지역을 차지한 왕국이었다. 프랑크 왕국이 분할되고, 서프랑크 왕국을 거쳐 프랑스 왕국이 탄생했다. 중프랑크 왕국은 랑고바르드 왕국을 거쳐 이탈리아 왕국이 된다. 중앙집권제를 일찍 달성한 프랑스와 달리, 이탈리아는 베네치아 공화국, 제노바 공화국, 시칠리아 왕국, 나폴리 왕국 등으로 분리되어 통일 이탈리아 왕국의 체제를 갖는데 어려움을 겪었다.

### 근대
프랑스와 달리 근대 시기에 이탈리아는 여전히 중앙집권적 국가가 등장하지 못했다. 모데나 레조 공국, 파르마 피아첸차 공국, 토스카나 대공국, 사르데냐 왕국 등이 난립했다.  1720년 사보이 공국의 왕가가 에스파냐 왕위 계승 전쟁 결과 승리하여 사르데냐 섬을 얻은 후 국명을 사르데냐 왕국으로 정했다.

### 나폴레옹의 등장
프랑스 혁명이 일어나고, 1793년 1월 루이 16세가 처형당한 뒤의 프랑스의 대외 팽창의 길을 걷게 되어, 프랑스는 이탈리아 서북부의 사부아주를 합병하였다. 나폴레옹 보나파르트가 프랑스의 실권을 잡고 이탈리아를 침공한다. 이 과정에서 치스파다나 공화국, 치살피나 공화국 등 괴뢰 정권을 북부 이탈리아에 설립하고, 브뤼메르 18일 쿠데타(1799)로 권력을 잡은 나폴레옹 보나파르트는 그의 형 조제프를 나폴리 왕에 즉위시켰다.
사르데냐 왕국은 잉글랜드가 주도하는 제1차 대프랑스 동맹에 가담하여, 같은 해 국경을 넘어 프랑스로 진격하기도 하였다. 그러나, 나폴레옹 보나파르트가 이탈리아 원정을 감행할 당시, 그때까지 최전선에서 프랑스군과 대치 해왔던 사르데냐 왕국은 약 1개월 만에 항복하였다. 그 후 나폴레옹 전쟁 때 이탈리아 반도의 영토가 점령당하면서 사르데냐섬의 칼리아리로 수도를 옮겼었다. 그 후 빈 회의 결과로 프랑스의 점령이 끝나고 국토가 회복되자 다시 수도를 토리노로 옮겼다.

### 이탈리아의 통일 이후
이탈리아 통일 이후 프랑스와 이탈리아의 관계는 제1차 세계 대전 및 제2차 세계 대전에서 적국으로 만났다. 제1차 세계 대전 막바지 이탈리아 왕국은 연합국 편에 서나, 제2차 세계 대전에서는 베니토 무솔리니를 위시로 추축국의 편에 섰다. 1940년 이탈리아 왕국은 프랑스의 동부 지역을 침공하며, 이탈리아-프랑스 국경 너머 그르노블, 툴롱, 니스를 점령하였다. 2차대전이 끝나고 이 지역들은 다시 프랑스에게 환원되었다.

### 냉전
냉전 당시 두 국가는 유럽 석탄 철강 공동체를 시작으로, 유럽 공동체, 유럽 원자력 공동체 등 매우 중요한 지역 협력 국가로 활동하였다. 특히 북대서양 조약 기구에 가입하고, 미국의 우방국으로서 소련과 바르샤바 조약 기구 회원국들과 반대 진영에서 활동하였다. 소련의 붕괴 이후에도, 두 국가는 G7에서 같이 활동하며 협력한다. 특히 유럽 연합이 대면하고 있는 난민, 러시아-우크라이나 전쟁, 기후변화 문제에서 유럽 연합의 회원국으로서 공동 대응을 하고 있다.

## 교류
두 나라는 솅겐 지역으로 묶여 있기에 이동이 자유로우며, 유로존으로도 묶여 있어서 유로라는 동일한 통화 사용이 가능하다. 또한 에라스뮈스 프로그램을 통해 양국의 학생들이 교환학생 제도를 활용하고 있다.

## 같이 보기
- 이탈리아의 대외 관계
- 프랑스의 대외 관계